# Оренбургские авиалинии
Orenair (рус. Оренэйр, юридическое название — АО «Оренбургские авиалинии») — бывшая российская авиакомпания, занимавшаяся выполнением чартерных и регулярных пассажирских авиарейсов. 100 % акций авиаперевозчика принадлежали компании ПАО «Аэрофлот — российские авиалинии». Базировалась в аэропортах Оренбург-Центральный и московских Внуково и Домодедово.
Штаб-квартира располагалась в Оренбурге.
27 марта 2016 наряду с авиакомпанией Донавиа, ещё одной авиакомпанией группы «Аэрофлот», прекратила выполнение полётов и была объединена в авиакомпанию Россия, куда были переданы все самолёты Orenair.

## История
Авиакомпания основалась как авиапредприятие в 1932 году, с обслуживания транзитной авиалинии Москва-Ташкент.
2 августа 2014 перевозчик отменил десятки чартерных рейсов тур-оператора «Идеал-тур» на курорты Греции, Испании, Болгарии, Турции, Китая по причине задолженности компании перед Orenair.
В августе того же года Orenair временно выполняла рейсы лоу-костера Добролёт, против которого были введены санкции Европейского Союза из-за полётов в Симферополь.
25 октября 2015 авиакомпания перевела свои московские рейсы в аэропорт Домодедово, где будет составлять конкуренцию S7 Airlines, Уральским авиалиниям и другим.
27 марта 2016 года авиакомпания была интегрирована вместе с Донавиа в авиакомпанию Россия и прекратила полёты от своего имени. В апреле 2016 года авиакомпания совершила последний полёт.

## Флот
На март 2016 года средний возраст воздушных судов Orenair составлял 11 лет. Флот насчитывал следующие типы самолетов:

## Происшествия
- 13 марта 2009 года у самолёта Boeing-737-800 авиакомпании (бортовой номер VP-BPG) во время посадки в аэропорту Перми «Большое Савино» при развороте переднее шасси занесло за пределы посадочной полосы на расстояние 52 метра. В самолёте находилось 187 пассажиров и 9 членов экипажа, среди них пострадавших не оказалось. ВС также не было повреждено[7].
- 7 декабря 2011 года в 7:09 при посадке в международном аэропорту Нижний Новгород (МАНН) Boeing—737—800 авиакомпании «Оренбургские авиалинии» выкатился за пределы взлётно-посадочной полосы. Авиалайнер выполнял чартерный рейс по маршруту Хургада — Нижний Новгород. На борту находились 147 пассажиров, пострадавших нет, эвакуация прошла в штатном режиме[8].
- 7 июля 2013 года во время выполнения рейса R2-734 по маршруту Орск—Москва (Домодедово) на самолёте Boeing—737-400 произошла разгерметизация на высоте 10 500 метров, после чего самолёт совершил аварийную посадку в аэропорту города Оренбурга. Перед посадкой самолёт несколько часов находился в воздухе, вырабатывая топливо. По официальным данным авиакомпании, аварийная посадка была совершена из-за сработавшего датчика разгерметизации. Пассажиры отмечали резкое изменение давления в салоне самолёта, посторонний шум (гул), похолодание[9][10][11].
- 11 февраля 2016 года самолёт «Boeing 777», летевший из Доминиканской Республики в Москву, совершил аварийную посадку. Лайнер вернулся в аэропорт Пунта-Каны из-за технической неисправности. Со ссылкой на очевидцев сообщается, что у самолета загорелся один из двигателей. «Boeing-777» вылетел из Пунта-Каны около 03:30 по московскому времени. По словам свидетелей, инцидент произошел примерно на 15-й минуте полета, когда лайнер был на высоте около пяти километров. «Командир воздушного судна доложил о неисправности на борту, предположительно технического характера, и запросил экстренную аварийную посадку в аэропорту вылета», — рассказал источник. Посадка происходила при выпущенных в салоне кислородных масках, людей эвакуировали через аварийные надувные трапы. Пострадавших нет[12][13]. В этот же день за пассажирами выслан запасной самолет Boeing 777-2Q8(ER) с бортовым номером VP-BLA. 2 марта 2016 года. Командир воздушного судна Константин Парикожа награждён орденом Мужества.  Второй пилот Игорь Кравцов награждён медалью «За отвагу». Также 18 сотрудников «Оренбургских авиалиний», в том числе пилоты Андрей Карташов (командир сменного экипажа) и Дмитрий Алкеев (второй пилот), награждены медалью Нестерова[14].